# Sool-Plateau
Das Sool-Plateau liegt im Nordosten Somalias (bzw. Somaliland und Puntland) in den Regionen Sanaag, Sool und Bari.
Über 40 % des Plateaus liegen in der Region Bari, 35 % in Sanaag und der übrige Anteil in Sool. In dem Gebiet leben etwa 150.000 Menschen, von denen 85–90 % Viehzüchter und 10–15 % Stadtbewohner sind. Orte auf dem Sool-Plateau sind u. a. Qardho, Hingalol (Xingalool) und Dhahar.
Die Vegetation des Sool-Plateaus reicht von buschigem Waldland bis zu Weidepflanzen, das Plateau verfügt über gutes Weideland. Traditionell wurde hier wegen des tiefen Grundwasserspiegels und des Fehlens von ganzjährigem Oberflächenwasser ausschließlich in der Regenzeit Vieh geweidet. In den letzten beiden Jahrzehnten wurden jedoch für die wachsende Bevölkerung und den zunehmenden Viehbestand zahlreiche neue Brunnen (berkads) gebohrt, was die Verfügbarkeit von Wasser erhöhte. So wird das Sool-Plateau mittlerweile ganzjährig mit Ziegen, Schafen und Kamelen beweidet. Die Zahl der permanenten Siedlungen ist gestiegen. Auch die Abholzung zwecks Verkauf von Holzkohle hat deutlich zugenommen. 1988–2003 gingen schätzungsweise 52 % der Wälder auf dem Plateau verloren.
Dürreperioden und Desertifikation stellen Schwierigkeiten für die Wirtschaft der Region dar.